# Gailtal
Das Gailtal (slowenisch Ziljska dolina) ist ein von Osttirol nach Kärnten verlaufendes Tal. Es nimmt seinen Anfang in Kartitsch und endet bei Villach. Das Gailtal bildet hydrogeographisch keine Einheit: Der überwiegende Teil des Tals wird von der Gail Richtung Osten entwässert, wo sie bei der Ortschaft Maria Gail in die Drau mündet; der westlichste Talabschnitt wird hingegen vom Gailbach Richtung Westen (ebenfalls zur Drau hin) entwässert. Der Kartitscher Sattel ist hierbei die Talwasserscheide.

## Geographie
Das Gailtal ist besonders reizvoll durch den Kontrast zwischen dem ebenen, weiten Talboden und den teils schroffen Gebirgshängen. Es wird im Norden durch die Lienzer Dolomiten und die Gailtaler Alpen gesäumt, im Süden durch Karnische Alpen und Karawanken.
In Kärnten verteilt es sich auf die Bezirke Hermagor (Šmohor) und Villach-Land, in Osttirol liegt es im Bezirk Lienz. Von West nach Ost haben die Gemeinden Kartitsch, Obertilliach und Untertilliach in Osttirol sowie Lesachtal, Kötschach-Mauthen, Dellach, Kirchbach, Hermagor-Pressegger See, Gitschtal, Sankt Stefan im Gailtal, Nötsch im Gailtal, Feistritz an der Gail, Hohenthurn, Arnoldstein, Finkenstein am Faaker See und Villach in Kärnten Anteil am Tal.
Die auffällig schnurgerade Furche des Gailtals ist Teil der Periadriatischen Naht, die die Südalpen von den Zentralalpen trennt.
Im Unterlauf ist das Talbild über eine Strecke von etwa zehn Kilometern geprägt durch die sogenannte Schütt, das Ablagerungsgebiet von zwei mächtigen Bergstürzen, die in prähistorischer Zeit sowie im Jahr 1348 vom Dobratsch (östlicher Ausläuferberg der Gailtaler Alpen) niedergegangen sind.

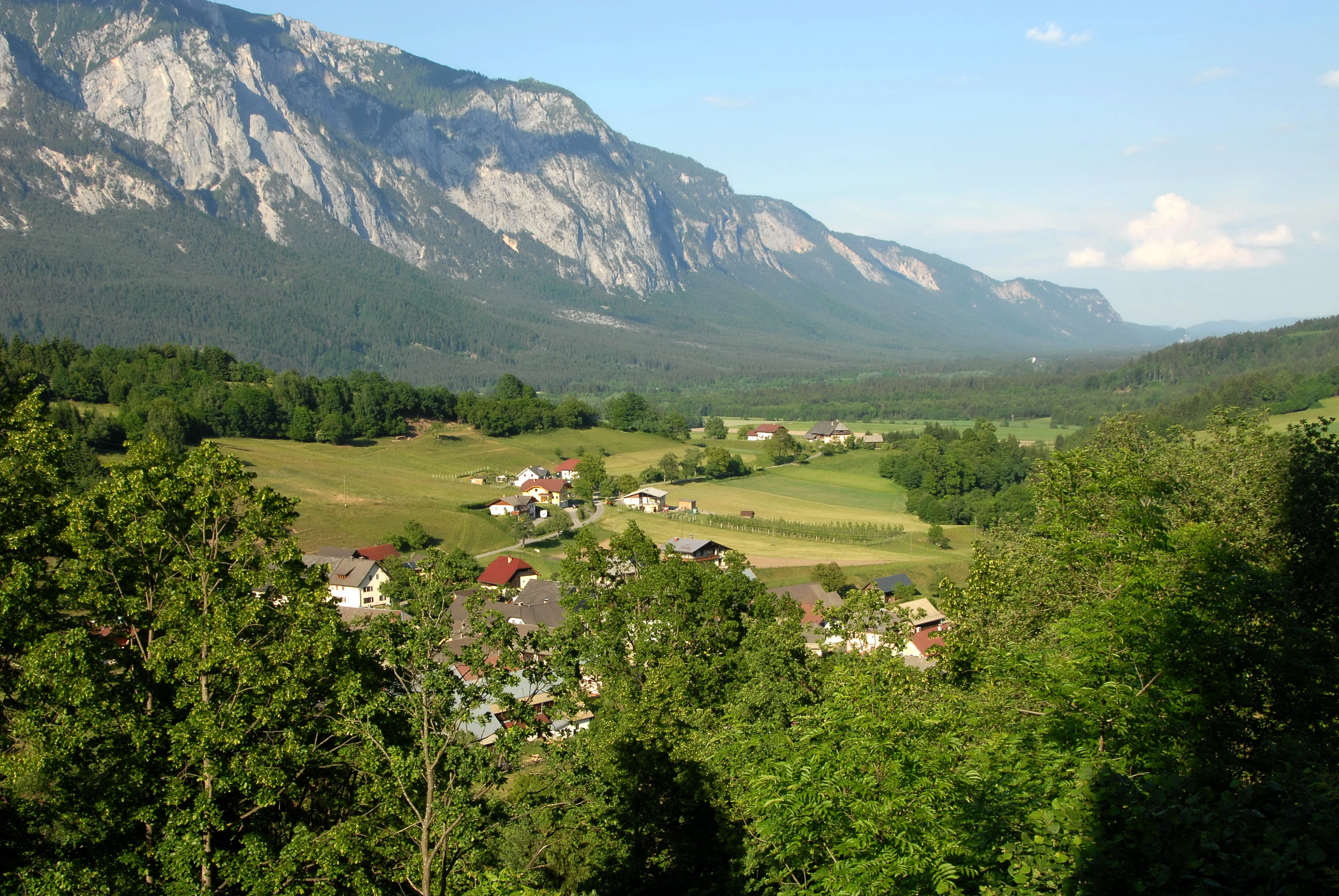
Schütt am Dobratsch im Unteren Gailtal
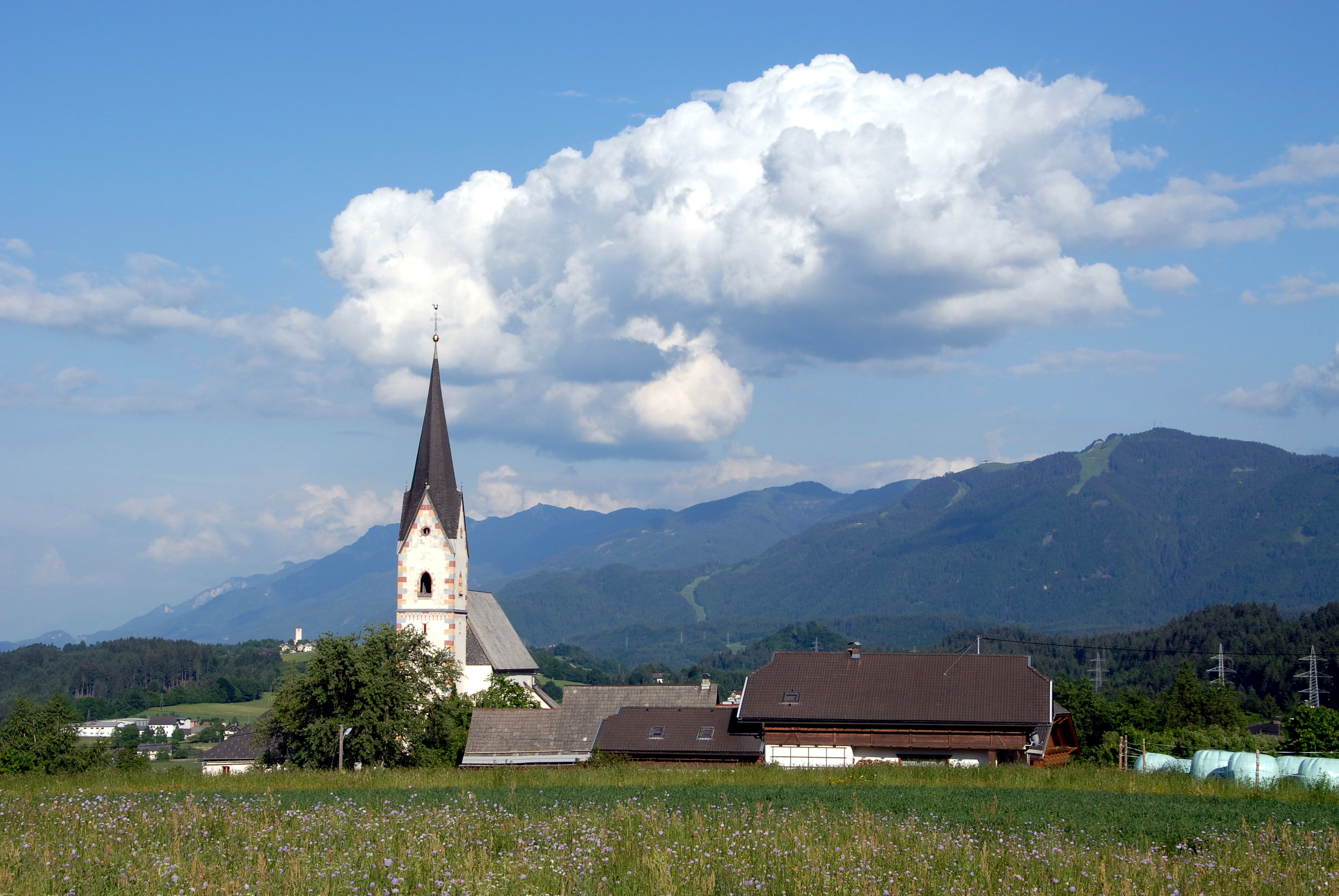
Göriach mit Pfarrkirche Mariä Namen im Unteren Gailtal, rechts dahinter das Dreiländereck
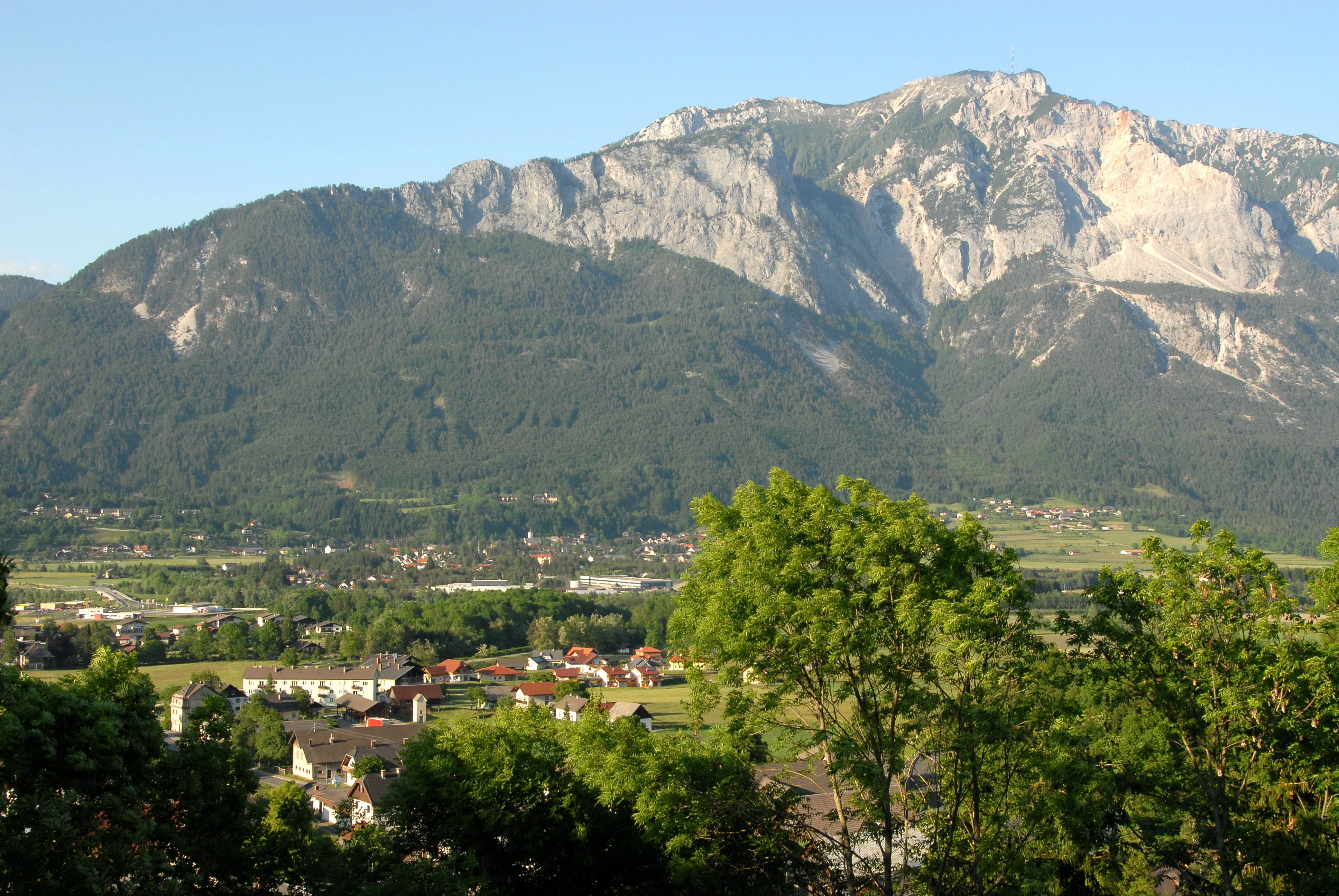
Blick von Feistritz an der Gail auf Nötsch und den Dobratsch
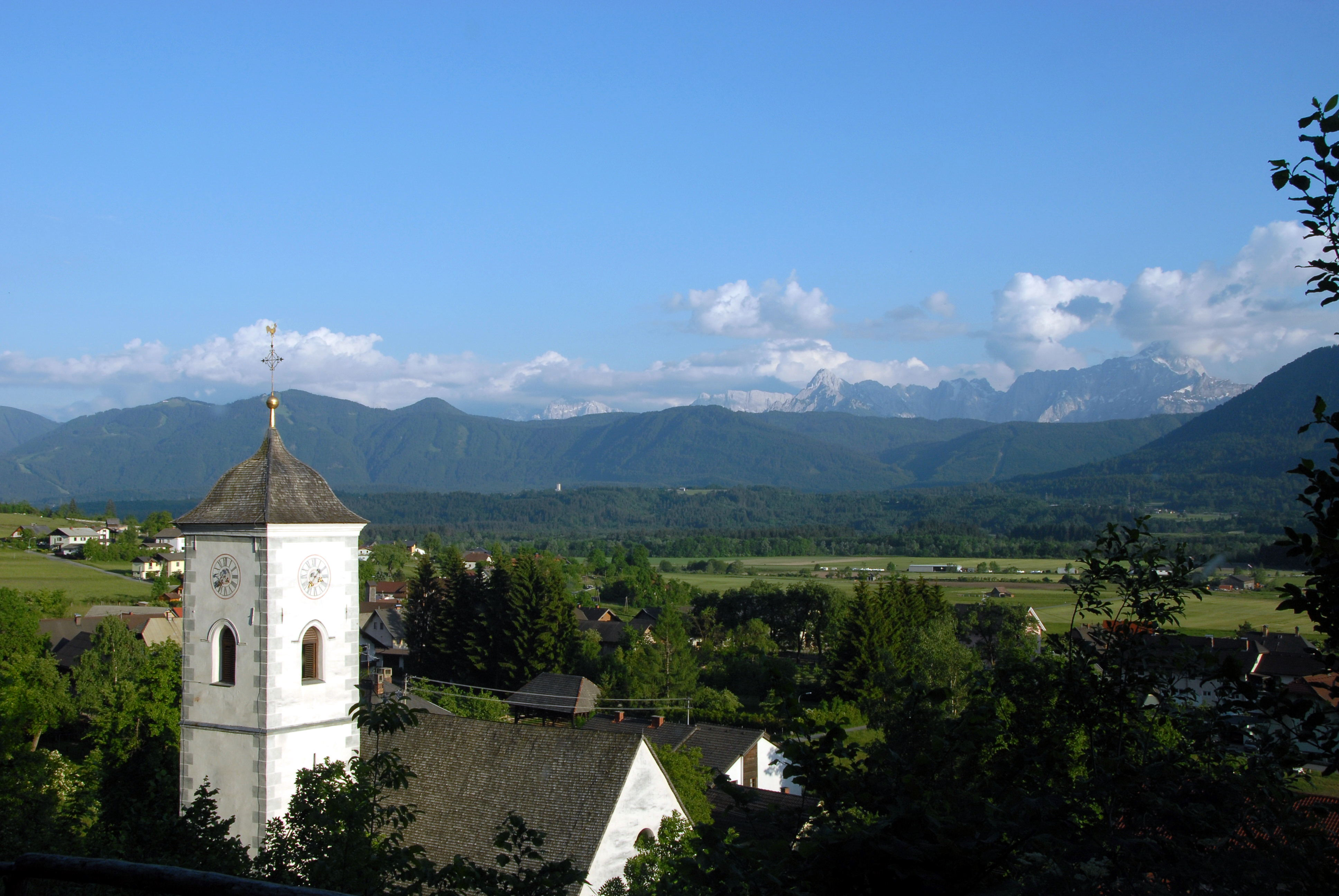
Pfarrkirche Heiliger Kanzian im Nötscher Ortsteil Saak mit Blick auf das Untere Gailtal und die Julischen Alpen im Hintergrund
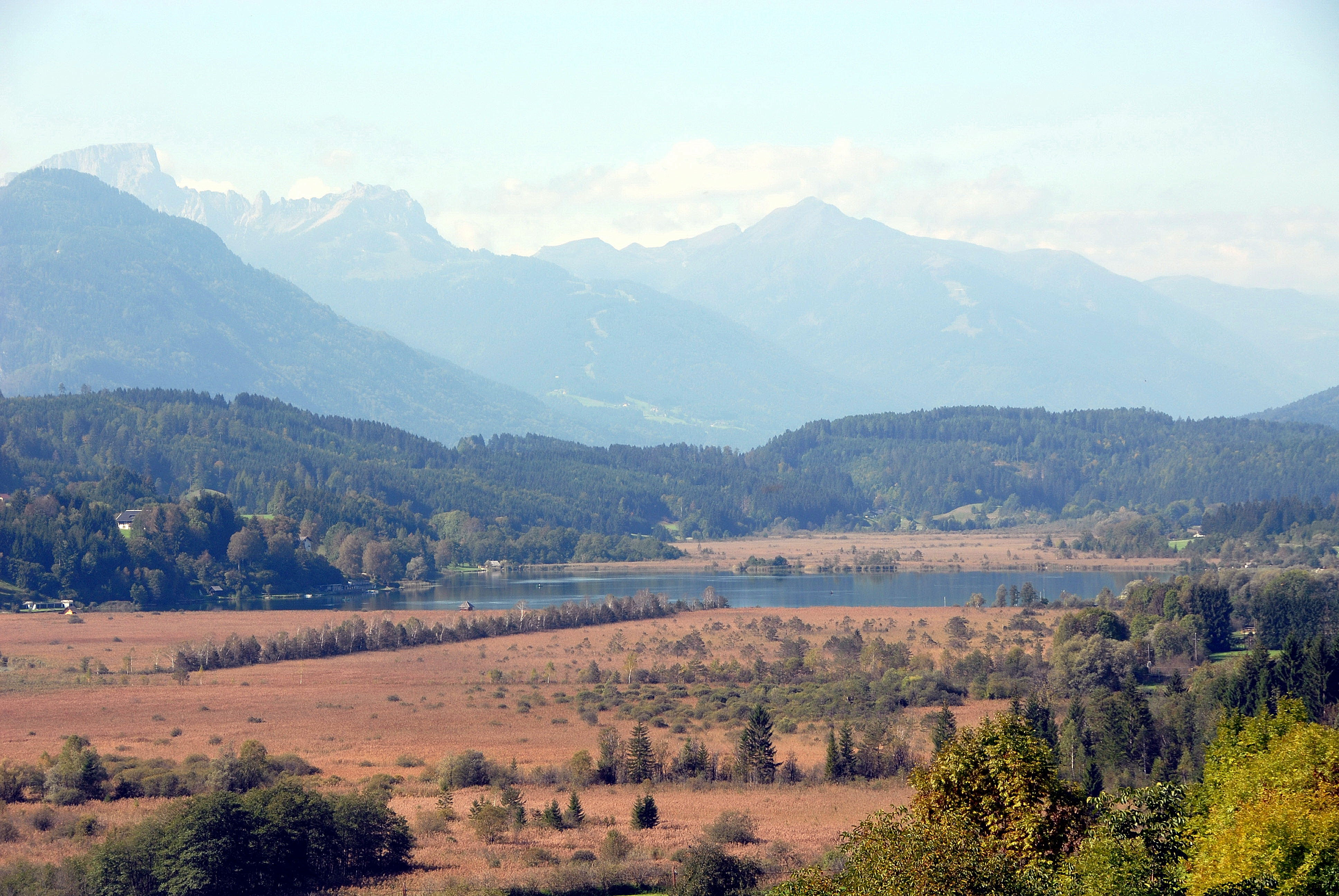
Pressegger See bei Hermagor

### Einteilung
- Tiroler Gailtal vom Kartitscher Sattel nach Westen bis zur Einmündung ins Pustertal
- Tiroler Lesachtal vom Ursprung der Gail am Kartitscher Sattel bis zur Kärntner Grenze (bei Maria Luggau)
- Kärntner Lesachtal von der Tiroler Grenze bis Kötschach-Mauthen
- Oberes Gailtal von Kötschach-Mauthen bis Hermagor
- Unteres Gailtal von Hermagor bis Fürnitz (Villacher Becken)

Die Große Gail fließt vom Kartitscher Sattel (Wasserscheide, 1525 m) nach Osten, die Kleine Gail, auch Gailbach oder Tiroler Gail genannt, fließt nach Westen.

### Nebenbäche
Von Norden münden 72 Bäche (genannt „Gräben“) in die Große Gail, aus Richtung Süden münden 18 Täler ein.
Die wichtigsten davon sind:
| Name                  | Mündungsseite | Mündungsort  | Einzugsgebiet in km² |
| --------------------- | ------------- | ------------ | -------------------- |
| Dorferbach            | rechts        | Obertilliach | 015,8                |
| Gärberbach            | links         | Bachhäusl    | 011,4                |
| Eggenbach             | links         | Eggen        | 019,2                |
| Luggauer Bach         | rechts        | Moos         | 012,3                |
| Radigunder Bach       | links         | St. Lorenzen | 023,1                |
| Frohnbach             | rechts        | St. Lorenzen | 017,4                |
| Wolayer Bach          | rechts        | Birnbaum     | 026,2                |
| Podlanigbach          | links         | vor Podlanig | 016,8                |
| Valentinbach          | rechts        | Mauthen      | 012,1                |
| Laaser Bach           | links         | Kötschach    | 021,3                |
| Mahlbach              | rechts        | St. Daniel   | 014,2                |
| Aßnitzbach            | rechts        | Dellach      | 018,9                |
| Nöblingbach           | rechts        | Unternöbling | 016,2                |
| Grafendorfer Bach     | links         | Grafendorf   | 017,3                |
| Kirchbach             | links         | Kirchbach    | 017,4                |
| Gailitzenbach         | links         | Jenig        | 019,6                |
| Doberbach             | rechts        | Rattendorf   | 017,2                |
| Oselitzenbach         | rechts        | vor Watschig | 027,2                |
| Gössering             | links         | Hermagor     | 078,0                |
| Garnitzenbach         | rechts        | Möderndorf   | 022,1                |
| Vella (Seebach)       | links         | Görtschach   | 049,1                |
| Vorderberger Wildbach | rechts        | Vorderberg   | 026,0                |
| Feistritzbach         | rechts        | Feistritz    | 014,9                |
| Nötschbach            | links         | Nötsch       | 026,6                |
| Draschitzbach         | rechts        | Draschitz    | 022,9                |
| Gailitz               | rechts        | Arnoldstein  | 212,5                |
| Faaker Seebach        | rechts        | Gödersdorf   | 058,9                |

## Bevölkerung

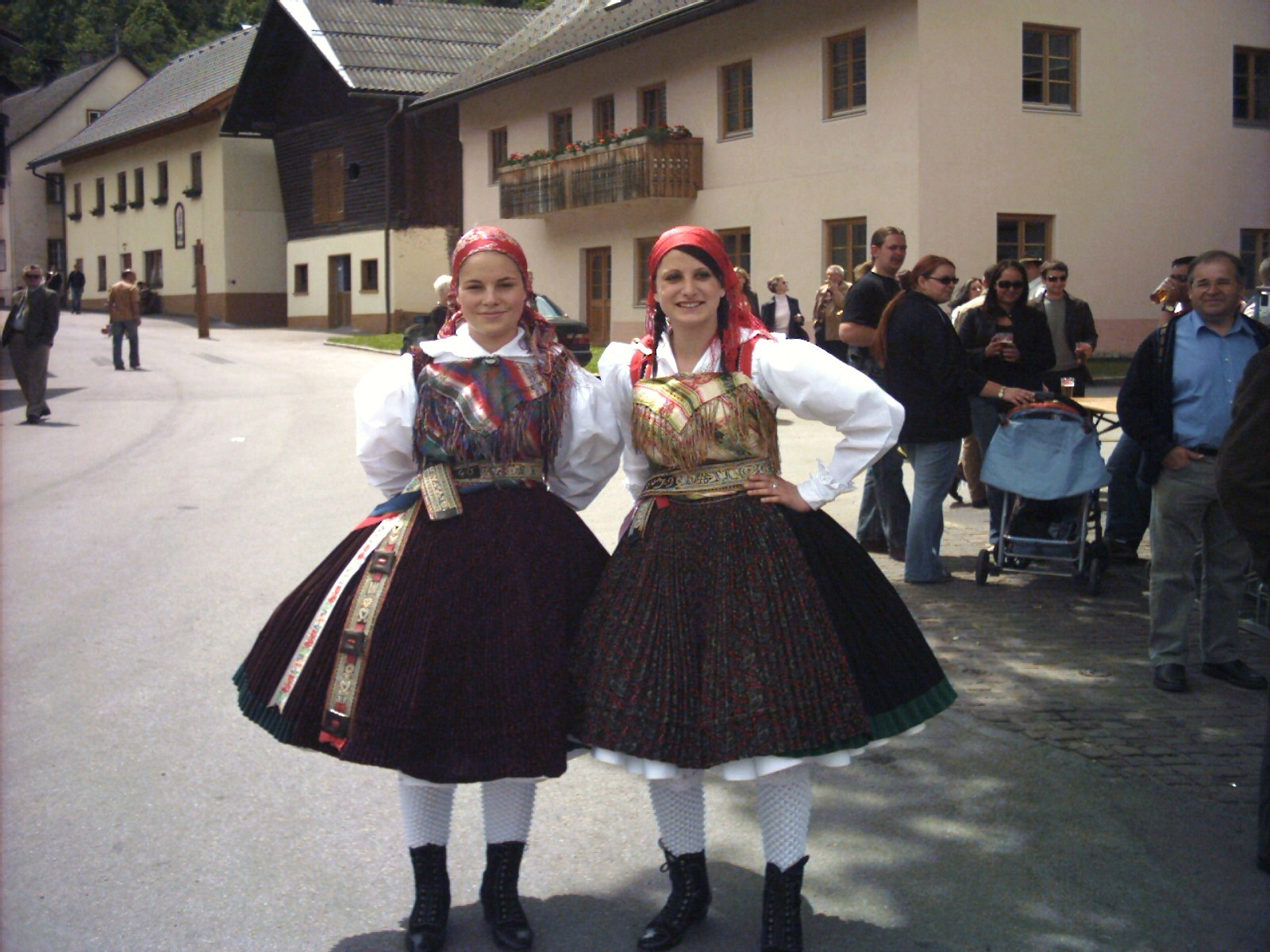
Gailtaler Frauentracht beim Kufenstechen in Feistritz an der Gail

Während das obere Gailtal deutschsprachig ist, hat sich östlich von Hermagor im unteren Gailtal bis heute ein slowenischer Bevölkerungsanteil mit einer eigenen Mundart erhalten (siehe Slowenische Mundarten). Germanisiert wurde das Gailtal im Wesentlichen von Osttirol und dem Drautal aus. Dementsprechend reicht hier die Tiroler Mundart nach Kärnten durch das ganze Lesachtal hinein. Das Gailtalerische, das im Unterlauf der Gail gesprochen wird, hat ein deutliches Oberkärntner Gepräge.
Die Bezirke Hermagor und Villach Land haben besonders hohe Anteile an Evangelischen (jeweils über zwanzig Prozent). Erwähnenswert ist in diesem Zusammenhang das Watschiger Toleranzbethaus.

### Auswanderungen im 20. Jahrhundert
Während des 20. Jahrhunderts gab es vor allem in den Nachkriegsjahren einige Emigrationsbewegungen nach Übersee, unter anderem in die Vereinigten Staaten von Amerika, Australien und Lateinamerika. Vor allem Amerika war beliebt, wo sich viele Auswanderer in dem Bundesstaat Wisconsin ansiedelten, und auch vermehrt in deutschsprachigen Gemeinschaften lebten. Die Atlantiküberfahrt wurde über den Hafen in Triest angetreten.

## Kultur
Eine besondere kulturelle Ausprägung im Gailtal hat sich mit dem „Kufenstechen“ herausgebildet, das in etlichen Gemeinden des Tals durchgeführt wird. Das bekannteste unter ihnen ist das Kufenstechen in Feistritz an der Gail, das am Pfingstmontag stattfindet.
Mit der Gailtaler Tracht hat sich im Lauf von Jahrhunderten auch eine eigene, charakteristische und bäuerlich geprägte Tracht entwickelt. 
Im Konzeptalbum Der Watzmann ruft von Wolfgang Ambros aus dem Jahr 1974 spielt eine „die Gailtalerin“ genannte Magd eine Rolle.

## Wirtschaft
Traditionell war das Gailtal durch die Landwirtschaft geprägt (Pferdezucht, Fuhrwesen). Es gab viele Almdörfer.
Mit dem Rückgang der Landwirtschaft lebt es heute im Wesentlichen vom Tourismus (Nassfeld, Karnischer Höhenweg, Pressegger See). Besonders das Lesachtal hat sich dem sanften Tourismus verschrieben. Mit dem Tiroler Gailtal, der Gemeinde Lesachtal und der Ortschaft Mauthen liegen drei Bergsteigerdörfer im Gailtal. Die Bergsteigerdörfer sind eine internationale Alpenvereinsinitiative. Gewerbe und leichte Industrie gibt es in Hermagor.

## Verkehr
Der Abschnitt der Süd Autobahn von Villach nach Tarvis verläuft durch das Gailtal.
Die Gailtal Straße (B 111) durchzieht das ganze Tal längs. Die Gailtalbahn zweigt bei Arnoldstein von der Rudolfsbahn ab und reicht bis Kötschach-Mauthen, wird jedoch nur bis Hermagor planmäßig betrieben.
Gailtal Radweg
Der Gailradweg (R3) folgt der Gail von Kötschach bis Villach und mündet im Ortsteil Seebach in den R1 Drauradweg.
Varianten:
- R3A – Pressegger See Radweg: Weicht zwischen Möderndorf und Görtschach vom gailnahen R3 ab, um Hermagor und den Pressegger See zu erschließen.[7]
- R3B – Weissensee Radweg: Vom R3A bei Neudorf durch Hermagor und weiter durch das Gitschtal bis Weißbriach.[8]
- R3C – Tarviser Radweg: Vom R3 bei Neuhaus über Arnoldstein Richtung Tarvis bis zur Staatsgrenze bei Thörl-Maglern.[9]
- R3D – Warmbader Radweg: Vom R1 Drauradweg beim Kraftwerk Villach über Völkendorf und Warmbad zum R2 bei Müllnern.[10]
- R3E – Radendorfer Radweg: Vom R3 bei Müllnern über Gödersdorf und Radendorf zum R3C bei Pöckau.[11]